# Guernsey (Wyoming)
Guernsey város az USA Wyoming államában, Platte megyében. Lakosainak száma 1130 fő (2020. április 1.).

## Népesség
A település népességének változása:

| 2010 | 1 147 |
| 2020 | 1 130 |